# Katedra w Tromsø
Katedra w Tromsø (bokmål: Tromsø domkirke, nynorsk: Tromsø domkyrkje) w Tromsø w Norwegii jest głównym kościołem diecezji Nord-Hålogaland.
Katedra w Tromsø jest jedyną norweską katedrą wybudowaną z drewna. Kościół jest w stylu neogotyckim, z wieżą kościoła i głównym wejściem od strony zachodniej. Jest to prawdopodobnie najbardziej na północ wysunięta protestancka katedra na świecie. Z 800 miejscami, jest jednym z największych drewnianych kościołów w Norwegii.
Budowla została ukończona w 1861 roku, z Christianem Heinrichem Groschem jako architektem. Został zbudowany przy użyciu konstrukcji wieńcowej. Jest ona usytuowana w centrum Tromsø w miejscu, gdzie najprawdopodobniej stał kościół od XIII wieku.
Pierwszy kościół w Tromsø został zbudowany w 1252 przez króla Haakon IV Starego jako kaplica królewska. W związku z tym kościół należał do króla, a nie do Kościoła katolickiego. Ten kościół był najbardziej wysuniętym na północ kościołem na świecie. Kościół jest wspominany kilka razy w średniowieczu jako Kościół Najświętszej Maryi Panny blisko pogan (Ecclesia Sanctae Mariae juxta paganos).
Drewniany kościół stał już na ziemi gdy katedra została zbudowana, który najpierw został przeniesiony do obszaru bezpośrednio na południe od granicy miasta (tylko kilkaset metrów na południe) a następnie we wczesnych latach 70. XX wieku do Elverhøy kirke dalej na wzgórzach w mieście. Ten kościół wciąż tam stoi, i zawiera szereg dzieł sztuki, które zdobiły kościoły w Tromsø w średniowieczu.
Najstarszym obiektem jest figura Matki Boskiej, prawdopodobnie z XV wieku. Wnętrze jest zdominowane przez ołtarz z kopią obrazu Zmartwychwstanie namalowaną przez wybitnego artystę Adolfa Tidemanda.